# Abu-Zayd
|  | Per a altres significats, vegeu «Abu-Zayd al-Balkhí». |

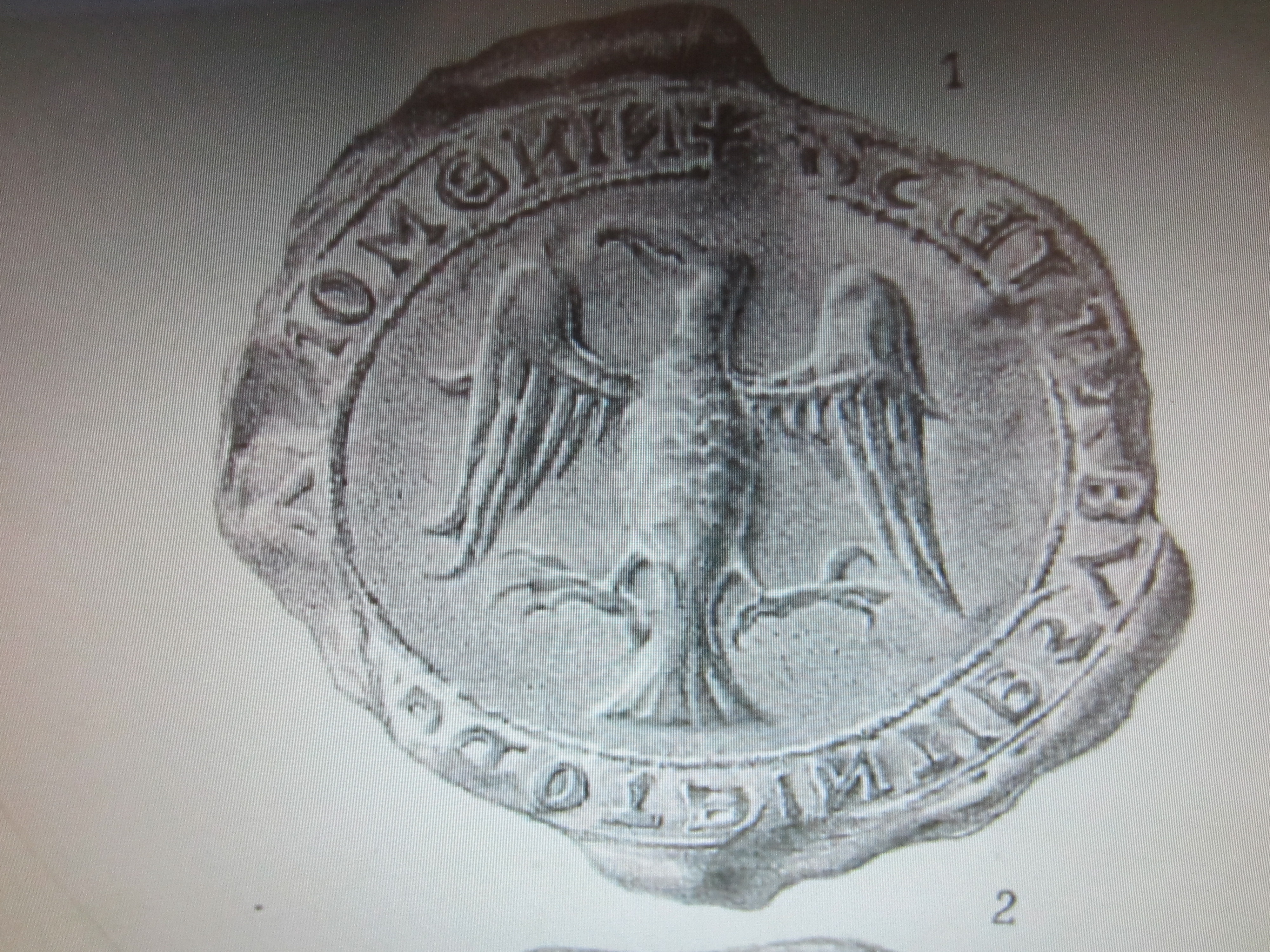
Segell de sàyyid Abu-Zayd

Abu-Zayd o sàyyid Abu-Zayd (àrab: ابو زيد, Abū Zayd) (?-1268), conegut en les cròniques cristianes com a «moro Seit» i que posteriorment s'anomenà Vicent Bellvís, quan es va convertir al cristianisme, fou el darrer valí almohade de la taifa de València. Va arribar a gaudir d'una autonomia total respecte de l'imperi almohade, fins al punt que va gosar a atribuir-se el títol de «rei de València». El seu nom àrab complet era Abu-Zayd Abd-ar-Rahman ibn Abi-Abd-Al·lah Muhàmmad ibn Abi-Hafs Úmar ibn Abd-al-Mumin.

## Biografia
Fill d'Abu-Abd-Al·lah Muhàmmad, que fou governador de València en dos períodes, succeí a Abu-Abd-Al·lah Muhàmmad, cosí de son pare, com a valí de València. Príncep almohade, era besnet del califa Abd-al-Mumin ibn Alí.
A la mort del califa almohade Yússuf al-Mústansir, el gener de 1224, es va produir una lluita pel poder, que es resolgué reconeixent com a califa a Abu-Muhàmmad Abd-al-Wàhid al-Makhlú, però Abu-Zayd no l'acceptà com a tal i es convertí en senyor independent de València. Però aquesta independència dura poc, i davant dels atacs castellans contra territori valencià, es fa vassall de Ferran III de Castella el 1225.
Quan el setembre de 1227 Abu-l-Ulà Idrís al-Mamun fou proclamat nou califa almohade, Abu-Zayd sí que el va reconèixer i, per tant, trencà el vassallatge amb el rei castellà. Però al cap de poc de temps, en 1228, Muhàmmad ibn Hud conquesta Múrcia i se'n nomena rei, trencant encara més la unitat almohade d'Al-Àndalus, i reconeix al califa abbàssida. En aquesta situació caòtica, agreujada per la fam, aquest mateix any es va produir una revolta en València, que aprofità Zayyan ibn Mardanix (descendent de Muhàmmad ibn Mardanix, l'anomenat Rei Llop pels cristians), per sublevar-se a Onda. El 24 de gener de 1229 Zayyan va entrar en València, proclamant també obediència al califa abbàssida, i Abu-Zayd va haver de fugir primer a Sogorb i després a Aragó.
Aquell mateix any Abu-Zayd es convertí al cristianisme batejant-se amb el nom de Vicent Bellvís, però ho mantingué en secret fins a la conquesta de València. Tot i que continuà utilitzant el títol de rei de València fins que Jaume I va entrar en la ciutat el 1238, a partir de llavors va actuar sempre com un veritable senyor feudal cristià afavorit pel rei, amb el qual va signar un pacte de vassallatge a Calatayud el 20 d'abril. Al servei del rei en Jaume va participar de la conquesta del regne: primer des de terres de Terol, després durant la conquesta de la capital, i més tard, portant la seva host al sud, on va conquerir Ibi en 1244, Castalla, Onil, Tibi, Orxeta i Torres.
Va obtenir nombroses donacions reials: En 1236 les viles de Ricla i Magallón, en 1238 alqueries de l'Horta de València i cases en la ciutat, en 1239 la vila de Ganalur i l'alqueria d'Aldaia, a Benaguasil.
El 27 de gener de 1243 Abu-Zayd va rebre el vassallatge d'Eximén Pérez i del seu fill Blasco, i els concedí el castell d'Arenós, per comandar les seves forces militars i com a dot pel casament de Blasco amb la seva filla Alda Ferrández Aba-Omahet.

### Mort d'Abu-Zayd
La mort d'Abu-Zayd se situa a les darreries de l'any 1268. Els seus fills i parents reberen una herència important i en estar emparentats amb la noblesa aragonesa es convertiren també en senyors cristians.
Sobre el 16 de juny de 1860 s'aixecà una làpida a València, i va deixar a la vista algunes restes humanes. En el mateix lloc es va trobar un pergamí que diu així:
Hic jacet D. Vicentius Belvis cum prole sua olim Zeit Abuceit rex Valentiae maurus adeo suae religionis celator VT duos innocentissimos viros beatos Joannem de Perusia et Petrum de Saxo-Ferrato seraphici patris francisci filios ac socios veram christi fidem praedicantes gladio jugulaverit sed inspirante patre luminum recipiens omne nefas diluit sacro baptismatis lavacro et aeternum reconciliationis signum hanc olim aulam suam in ecclesiam et cenobium destinavit.
Aquestes restes van ser traslladades a l'església del monestir de la Puritat i estan col·locades sobre la pila de l'aigua beneïda, entrant a mà esquerra, i encara es llegeix, a la mateixa làpida antiga, sota d'una corona reial, la inscripció que va compondre Fra Miguel Enrich, en els següents dístics:
Hic jacet azotus maurus, dulcisque propago qui dominans urbis, par jugulare jubet Francisci comitum, nunc coeli sede beatus, sacro fonte tamen diluit omne nefas, dum pro inclementi fundit pia vota precesque, urbs urbs expugnatur, sacra fit aula dei.